# فلادو ليافسكي
فلادو ليافسكي (بالمقدونية: Владо Илиевски)‏ مواليد 19 يناير 1980 في جمهورية يوغوسلافيا الاشتراكية الاتحادية، هو لاعب كرة سلة محترف مقدوني بدأ مسيرته الاحترافية في سنة 1998 يلعب مع فريق أورلاندينا باسكيت في ليغا باسكيت الدرجة الأولى كلاعب هجوم خلفي ويحمل الرقم 6.

## فرق لعب لها
- نادي برشلونة لكرة السلة
- فيرتوس روما
- فيرتوس بالاكانسترو بولونيا
- ساسكي باسكونيا

## روابط خارجية
- فلادو ليافسكي على موقع الاتحاد الدولي لكرة السلة (الإنجليزية)
- فلادو ليافسكي على موقع الدوري الأوروبي لكرة السلة (الإنجليزية)
- فلادو ليافسكي على موقع الدوري الإسباني لكرة السلة (الإسبانية)
- فلادو ليافسكي على موقع كرة السلة الأوروبية.كوم (الإنجليزية)
- فلادو ليافسكي على موقع ريلجم (الإنجليزية)
- فلادو ليافسكي على موقع بروبوليرز (الإنجليزية)
- فلادو ليافسكي على موقع سبورتس رفرنس (الإنجليزية)